# Obrácené nun

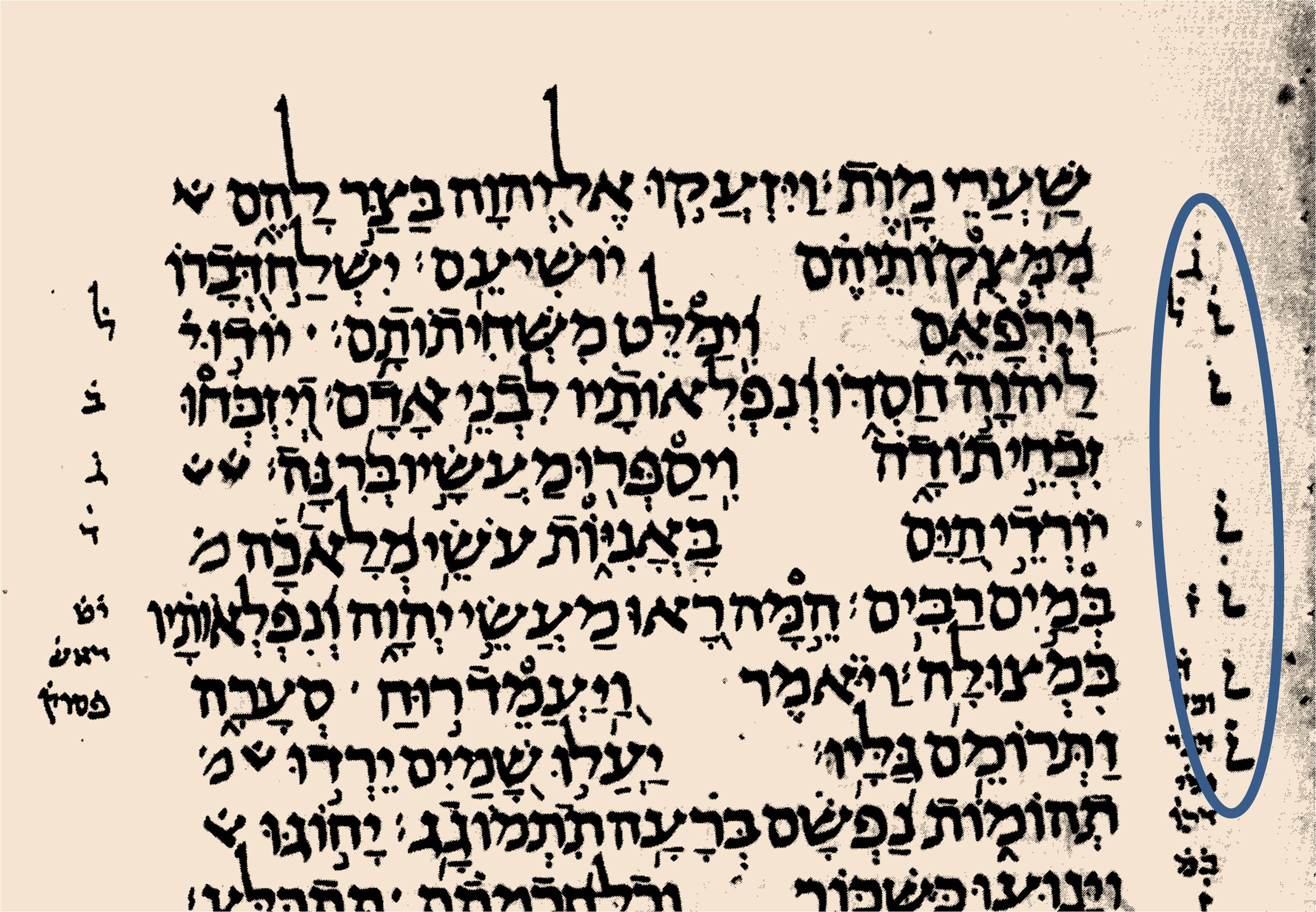
obrácené nun v Leningradském kodexu

Obrácené nun (nun inversum) je vzácný glyf použitý v klasické hebrejštině. Jedná se o zrcadlově převrácené písmeno nun. O jeho funkci v textech se vedou spory. Objevuje se v masoretském textu a v Tanachu se nachází na devíti místech. Konkrétně se týká knihy Numeri (10,35–36) a Žalmů.
Může se jednat o hebrejskou zkratku naqud = bodováno, což naznačuje výhradu k uvedenému starozákonnímu textu. V prvním případě se uvažuje také o možném přehození pořadí veršů při srovnání s řeckou Septuagintou.